# Joan as Police Woman
Joan as Police Woman, pseudonimo di Joan Wasser (Biddeford, 26 luglio 1970), è una cantautrice, violinista e chitarrista statunitense.
Ha iniziato la sua carriera suonando il violino nei Dambuilders per poi collaborare dal vivo e in studio con diversi artisti quali Lou Reed, David Sylvian, Sheryl Crow, Sparklehorse, Dave Gahan, Elton John, Scissor Sisters, Steve Jansen, Antony and the Johnsons, Guillemots, Joseph Arthur, Rufus Wainwright, Lloyd Cole e Afterhours. Nel 2002 ha dato vita al suo progetto solista.

## Biografia

### Gli inizi
Cresciuta a Norwalk, nel Connecticut, Joan ha iniziato a studiare pianoforte all'età di sei anni e, due anni dopo, prende le sue prime lezioni di violino che le permetteranno, più tardi di esibirsi in varie orchestre scolastiche tra cui la Boston University Symphony Orchestra.
Verso la fine degli anni novanta, esibendosi con i Dambuilders, Joan inizia ad esplorare percorsi musicali differenti e non limitati al solo utilizzo del violino: aggiungendo parti di chitarra e tastiera nelle registrazioni, cantando nei cori e partecipando come coautrice nella scrittura di diverse canzoni. Inizia così a sviluppare anche un suo personalissimo stile che la porta a farsi un nome nell'ambito del panorama indie rock e a lavorare anche al di fuori del gruppo stesso che, anche a causa di questa sua necessità di espandere i suoi orizzonti musicali, si scioglie poi definitivamente nell'ottobre del 1997.
"Ho terminato il college e mi sono laureata in musica classica, ma era ovvio che non avrei mai suonato musica classica: volevo suonare un nuovo tipo di musica, quindi ho cominciato ad accettare qualsiasi collaborazione mi venisse proposta, sia che fosse una registrazione che un concerto, giusto per fare una nuova esperienza. Questo mi ha permesso di suonare il mio violino attraverso amplificatori ed effetti vari. È stata un'esperienza grandiosa. A vent'anni sono entrata a far parte dei Dambuilders e ho suonato con loro per sette anni. È stato molto divertente: abbiamo tenuto concerti in tutto il mondo e venduto tonnellate di dischi. Un'esperienza fantastica."
Nel maggio del 1997, il suo ragazzo e musicista Jeff Buckley, annega accidentalmente durante una nuotata serale nel fiume Wolf a Memphis, nel Tennessee. In quel periodo Joan collabora con la band Those Bastard Souls, progetto solista di Dave Shouse dei Grifters, con cui incide un disco dal titolo Debt and Departure.
Nel 1999 si unisce a Antony and the Johnsons con cui registra l'album I Am a Bird Now.

### Joan as Police Woman
Nel giugno del 2002, dopo essersi trasferita a New York, inizia a lavorare come artista solista con lo pseudonimo Joan as Police Woman, un trio che vede, oltre la Wasser al violino, tastiera, chitarra e canto, anche Ben Perowsky alla batteria e Rainy Orteca al basso.
"Police Woman è una serie televisiva degli anni 70 con Angie Dickinson. Lei era una poliziotta infiltrata ed era veramente tosta. Mi piaceva molto. Un giorno mi sono tinta i capelli di biondo e la mia amica mi ha detto: Hey, ti stai trasformando in Angie in Police Woman! e da allora mi è rimasto."
La prima uscita discografica con la nuova formazione (nel 2004) è un'EP omonimo autoprodotto che prelude, nel febbraio di quello stesso anno, ad un lungo tour di spalla a Rufus Wainwright che le fa guadagnare ulteriore notorietà e nuovi fans.
Nel dicembre del 2005, Joan firma un accordo con l'etichetta inglese Reveal Records per la pubblicazione di un singolo e per la ristampa dell'EP di debutto.
Il 12 giugno 2006 esce, sempre su Reveal Records, il suo primo album solista, Real Life che, due anni dopo, verrà premiato agli Independent Music Awards come miglior disco pop rock.
"Ho suonato il violino con altri artisti per molto tempo ed ero soddisfatta delle collaborazioni, poi ho cominciato a suonare la chitarra e ho impiegato un po' ad abituarmi a sentirmi cantare. Nel momento in cui ho cominciato a cantare, mi sono resa conto che non sapevo proprio cosa volessi dire: per così tanto tempo avevo suonato musica senza parole che non mi ero mai interrogata su quello che potevo scrivere, che potevo dire alla gente. Ho semplicemente continuato a provare a scrivere delle canzoni sempre migliori e, allo stesso tempo, attraverso la composizione delle canzoni e la stesura delle parole, continuare a tentare di capire quali fossero i miei sentimenti, chi io sia, e più mi ponevo con un atteggiamento onesto, più la gente ne veniva colpita. È stato proprio il riscontro della gente che mi ha spinta verso questa strada. Alla fine avevo abbastanza canzoni delle quali ero soddisfatta da poterle incidere e farne un disco mio."
Il secondo album, intitolato To Survive e registrato assieme a Rainy Orteca e a Parker Kindred (suo vecchio amico e batterista di una sua band precedente, i Beetle Black), viene pubblicato nel giugno del 2008. Abbandonate le chitarre e una certa irruenza degli inizi, l'atmosfera e gli arrangiamenti del secondo disco sono decisamente più ricercati, grazie anche al largo utilizzo del pianoforte e della sezione archi: un suono più originale e maturo, talentuoso frutto del suo bagaglio di esperienze musicali. Oltre Honor Wishes nell'edizione giapponese è inclusa No Question, entrambi i brani vedono la collaborazione con David Sylvian.
Nel 2008 collabora anche al brano Ballad Of A Deadman dell'album Slope di Steve Jansen, ex batterista dei Japan.
Nel 2009, al termine del suo tour europeo, Joan pubblica un nuovo album di cover.

### Gli anni '10
Il 24 gennaio 2011 esce Deep Field, quarto album di Joan as Police Woman, prodotto da Bryce Goggin e dalla stessa Joan Wasser e registrato con la collaborazione del batterista Parker Kindred, del tastierista Tyler Wood, del chitarrista Timo Ellis, del bassista Nathan Larson (ex Shudder To Think) e con Doug Wieselman al corno e Chris Brown al clarinetto.
“Il mio disco più estroverso e gioioso. Mi sono accostata al processo di scrittura con l'intento di parlare da un punto di vista più universale, un po' alla maniera di Stevie Wonder, circa l'esperienza umana. Devo riconoscere a Stevie, a questo proposito, il merito personalissimo di aver reso cool gli atteggiamenti positivi. Ci sono già abbastanza “bassi” nella vita e io non ci tengo proprio a crogiolarmi in essi invece di spassarmela. Così ho cercato di scrivere canzoni che parlano di speranza e di essere aperta e libera. Sapevo che sarebbe stato più difficile a causa dei cliché legati alla positività. Ho scritto e riscritto i testi fino a quando non mi sono sembrati verosimili. Non è facile essere ingenui! In realtà non è facile nemmeno essere umani a volte. Io non sto vivendo un'esistenza illusoria, semplicemente ho constatato che il mio pensiero plasma la mia realtà. Sto puntando alla libertà totale. Per cos'altro vale la pena di vivere, soprattutto quand'essa è così palesemente l'obiettivo da raggiungere? Ne assaporo sempre un po' di più ogniqualvolta sfrutto le opportunità che mi si offrono, costringendomi a mettermi in gioco. Mi avvicino ad essa ogni volta che mi viene da ridere, che scelgo la gentilezza invece della paura e della frustrazione, che imparo ad abbandonarmi al trasporto dei sensi. Roba da matti? Meglio così!”
Nel 2014 partecipa alla riedizione dell'album Hai paura del buio? degli Afterhours, collaborando al rifacimento del brano Senza finestra.
Dopo The Solution Is Restless del 2021, realizzato con Tony Allen e Dave Okumu, e preceduto dal singolo Long For Ruin, Joan pubblica nel 2024 Lemons, Limes & Orchids, con l'accompagnamento di Award Meshell Ndegeocello al basso, Chris Bruce alla chitarra, Daniel Mintseris alle tastiere, e Parker Kindred, Otto Hauser alla batteria. L'album è stato definito da Fernando Rennis un'incantevole raccolta di brani sospesi tra contemplazione e malinconia. 

## Discografia

### Album
- 2006 - Real Life (Reveal Records)
- 2008 - To Survive (Reveal Records)
- 2009 - Cover (Reveal Records)
- 2011 - The Deep Field (Reveal Records)
- 2014 - The Classic (Play It Again Sam)
- 2016 - Let It Be You (Play It Again Sam) [Joan As Police Woman & Benjamin Lazar Davis]
- 2018 - Damned Devotion (Play It Again Sam)
- 2019 - Joanthology
- 2020 - Cover 2
- 2020 - Live (Sweet Police LLC)
- 2021 - The Solution is Restless
- 2024 - Lemons, Limes and Orchids[6]

### EP
- 2004 - Joan as Police Woman (Reveal Records)

### Singoli
- 2006 - My Gurl (7")
- 2006 - The Ride (CD & 7")
- 2006 - Eternal Flame (CD & 7")
- 2006 - Christobel (Limited Edition CD & 7")
- 2007 - Flushed Chest (Limited Edition 7")
- 2007 - Real Life (Limited Edition CD)
- 2008 - To Be Loved (Limited Edition 7")
- 2008 - Holiday(Limited Edition 7")
- 2008 - To America (with Rufus Wainwright)
- 2009 - Start Of My Heart
- 2011 - The Magic
- 2011 - Nervous
- 2024 - Long for Ruin[6]